# Pierwszy kaganat turecki
Pierwszy kaganat turecki – pierwsze państwo Turkutów, stanowiące dominującą potęgę na terenach dzisiejszej Mongolii, południowej Syberii i Azji Środkowej w latach 552-604.
Początki kaganatu są związane z ordą Aszyna, która w 439 została wyparta z nadgranicznych stepów chińskich. Jej niedobitki osiedliły się w górach Ałtaj wśród pasterskiego ludu Turku i przejęły nad tym ludem kontrolę przyswajając turecki język.
Turkuci rozwinęli w górach Ałtaju metalurgię żelaza oraz hodowlę ciężkich koni wierzchowych, dzięki czemu mogli stworzyć silną formację zakutej w zbroje ciężkiej jazdy.
W 545 Bumyn, praprawnuk Aszyna, zaatakował siły dominującej wówczas na wschodnich obszarach Wielkiego Stepu ordy Rouranów. Po 8 latach walk Turkuci podporządkowali sobie całkowicie Rouranów i przejęli kontrolę nad wschodnimi obszarami Stepu.
Pomiędzy 554 a 558 Turkuci podbili cały Kazachstan środkowy, Siedmiorzecze, Chorezm i Powołże. W 565 w ośmiodniowej bitwie pod Nesefem rozgromili armię królestwa Heftalitów, którego terytorium podzielone zostało między Kaganat a państwo perskich Sasanidów. Tym samym orda uzyskała władzę nad praktycznie całym Wielkim Stepem od Wołgi po Koreę.
W 589 Turkuci zorganizowali wyprawę przeciw Sasanidom. Siły kaganatu zostały rozgromione w bitwie pod Heratem.
W 604 doszło do rozpadu pierwszego kaganatu tureckiego na kaganat zachodni i kaganat wschodni.

## Powstanie Kaganatu

### Początki
W 545 w Chinach północnych rozgorzała wojna. Rządzący Wschodnim Cesarstwem Wei Gao Huan zawarł sojusz z chanem Rouranów Anagui i królem Togonu, po czym najechał Zachodnie Cesarstwo Wei. Pokonany w polu cesarz Zachodniego Wei Wendi wysłał poselstwo do zależnych od Rouranów Turkutów. Książę turkucki Bumyn odwzajemnił się cesarzowi darami i nawiązał za plecami swego suwerena sojusz z Cesarstwem Zachodnim. Będąc zbyt słabym, by wypowiedzieć mu posłuszeństwo, dalej pełnił powinności wasala.
Tymczasem zachodnie plemiona teleskie, którym ciążyło jarzmo rourańskie wszczęły powstanie i z Dżungarii wyruszyły na Chałchę, by zadać mu cios w samo serce. Gdy Telesowie byli w połowie drogi, z wąwozów Ałtaju zaatakował z flanki Bumyn. Telesowie z miejsca złożyli hołd Turkutom – a Bumyn przyjmując go, popełnił kolejny akt nielojalności względem suwerena. Przyjmując do swej ordy 50 tysięcy jurt teleskich, których mieszkańcy pragnęli zniszczyć Rouranów, Bumyn decydował się na wojnę.

### Pogrom Rouranów
Nie chcąc wiarołomnie łamać wiążących go z chanem Rouranów więzi, Bumyn uciekł się do prowokacji. Zwrócił się do chana o rękę jego córki. Oburzony Anagui brutalnie odrzucił prośbę. Postawiło to Bumyna w sytuacji znieważonego. Żeby uniemożliwić jakiekolwiek pojednanie, nakazał stracić posła Rouranów. Następnie zwrócił się do cesarza Chin zachodnich i latem 551 uzyskał rękę księżniczki chińskiej Changle. Zimą 552 niespodziewanie zaatakował Rouranów i odniósł nad nimi całkowite zwycięstwo. Anagui popełnił samobójstwo, a jego syn Anluochen zbiegł do swych chińskich sojuszników. Pod koniec 552 Bumyn zmarł. Na tron wstąpił jego syn, który przybrał tytuł Kara Issyk-chan („Czarny Gorący Chan”).
Rouranowie wybrali na wodza stryja zmarłego chana – Dengshuzi. W bitwie pod górą Lai Shan ponieśli jednak powtórnie zupełną klęskę. W tym czasie zmarł Kara Issyk-chan. Jego syna Shetu odtrącono. Władzę objął młodszy brat Kara Issyk-chana, Kuszu, który przybrał tytuł Muhan-chana. Późną jesienią 553 ponownie rozgromił on Rouranów. Cesarz Qi przygarnął rozgromionych sojuszników, jednak żyjący z rozbojów Rouranowie nie umieli się zaaklimatyzować i rząd Qi był zmuszony wysłać przeciw nim wojsko. Rozgromieni schronili się w Wei Zachodnim, ale rząd tego państwa zainteresowany w sojuszu z Turkutami, wydał trzy tysiące Rouranów w ręce turkuckiego posła. Ten rozkazał wszystkim dorosłym ściąć głowy. Turkuci stali się panami całej wschodniej połowy stepu, a w 556 odwdzięczyli się Zachodniemu Cesarstwu Wei, najeżdżając wspólnie Togon. Zachęcony sukcesami Yuwen Jue, chiński dowódca w służbie cesarza Zachodniego Wei, zdecydował się zmusić do abdykacji ostatniego cesarza dynastii Wei i w 557 wstąpił na tron, zakładając Północną dynastię Zhou.

## Wojna na wschodzie
Jeszcze w 554 Muhan-chan podbił na północy państwo Qigu (nie jest pewne, czy nazwa ta oznacza Kirgizów czy Czików) – północna granica państwa została oparta o łańcuch Sajanów. W 561 rywalizujące ze sobą cesarstwa chińskie Bei Qi (wschodnie) i Bei Zhou (zachodnie) wysłały poselstwa do Muhan-chana. Muhan-chan, za cenę 100 tysięcy zwojów jedwabiu, dotrzymał ostatecznie sojuszu z Chinami zachodnimi. W 563 oblegał bez powodzenia miasto Qingyang we wschodnich Chinach. W następnym roku musiał zawrócić z powodu klęski wojsk Zhou. W 572 Muhan-chan zmarł. Jego brat i następca, Tuobo-chan (Tabo) zawarł pokój z cesarzem Qi, nie zrywając z Zhou. Gdy cesarz Zhou wyraził niezadowolenie, demonstracja wojenna Turkutów przywołała go do porządku. Obydwa państwa opłacały sojusz z Turkutami daniną w jedwabiu. W 576, w wyniku działań wojennych Zhou, abdykował cesarz Qi. W 577 do niewoli dostał się jego następca. Ostatni przedstawiciel dynastii Gao Shaoyi zbiegł do Turkutów. Obawiając się nadmiernego wzrostu znaczenia Zhou, Tuobo-chan opowiedział się po stronie Qi. W 578 wtargnął do Chin i pobił na głowę armię Zhou. Działania wojenne w 579 przyniosły kolejne sukcesy Turkutów. Jednak w 581 chan dał się skusić chińskim darom, zawarł pokój i wydał Gao Shaoyi Chińczykom Zhou. W 581 zmarł Tuobo-chan, zaś w Chinach bitny generał Yang Jian (581 - 604) obalił dynastię Zhou i założył dynastię Sui.

## Wojna na zachodzie

### Wyprawa Istemi-chana
Najprawdopodobniej wiosną 554 brat Bumyna, Istemi-kagan, podjął na czele stutysięcznej armii wyprawę na zachód. Wiosną 555 Turkuci dotarli do Jeziora Aralskiego. W półtora roku Turkuci podbili cały Kazachstan środkowy, Siedmiorzecze i Chorezm. Na północnych brzegach Jeziora Aralskiego napotkali opór plemion Huni (Chionitów), War i Ugrów. Przełamali go dopiero w 556. Dotarli wówczas do Wołgi, pędząc przed sobą resztki ok. 20 tys. ludzi z plemion War i Huni. Na tym zakończyła się czteroletnia wyprawa zachodnia Istemi-kagana.
Doprowadziła ona do poważnych zmian w Europie. Uciekający przed Turkutami Awarowie (być może owe resztki plemion War i Huni) dotarli na Zakaukazie, gdzie pobili Sabirów, a następnie idąc ku zachodowi także Utigurów i Antów. W 567 wspólnie z Kutigurami zawładnęli Niziną Panońską, tworząc potężne państwo koczownicze w środkowej Europie.

### Rozgromienie Heftalitów
Istemi poniechał jednak tymczasem uciekających Awarów i zwrócił się na południe, gdzie zaniepokojeni upadkiem Rouranów Heftalici próbowali przeciwdziałać wzrostowi potęgi Turkutów. Poselstwo Heftalitów do Zachodniego Cesarstwa Wei nie przyniosło rezultatu. W 560 król Heftalitów Gatfar próbując przeszkodzić rokowaniom Turkutów z Persją nakazał wyrżnąć w pień przejeżdżające przez Sogdianę poselstwo turkuckie. W 560 szach perski Chosroes Anuszirwan zaatakował Heftalitów i zadał klęskę ich armii. Po Persach zaatakowali Turkuci – przednia straż turkucka zdobyła Czacz (Taszkent), gdzie Turkuci dokonali rzezi. Król Gatfar przyjął w 565 bitwę pod Nesefem (Karszy). Trwała ona 8 dni i zakończyła się pogromem Heftalitów. Próbowali oni schronić się pod opiekę szacha Iranu, lecz ostatecznie wycofali się w góry, gdzie ich resztki przetrwały do czasów współczesnych.

## Wojna o jedwab

### Akcja dyplomatyczna

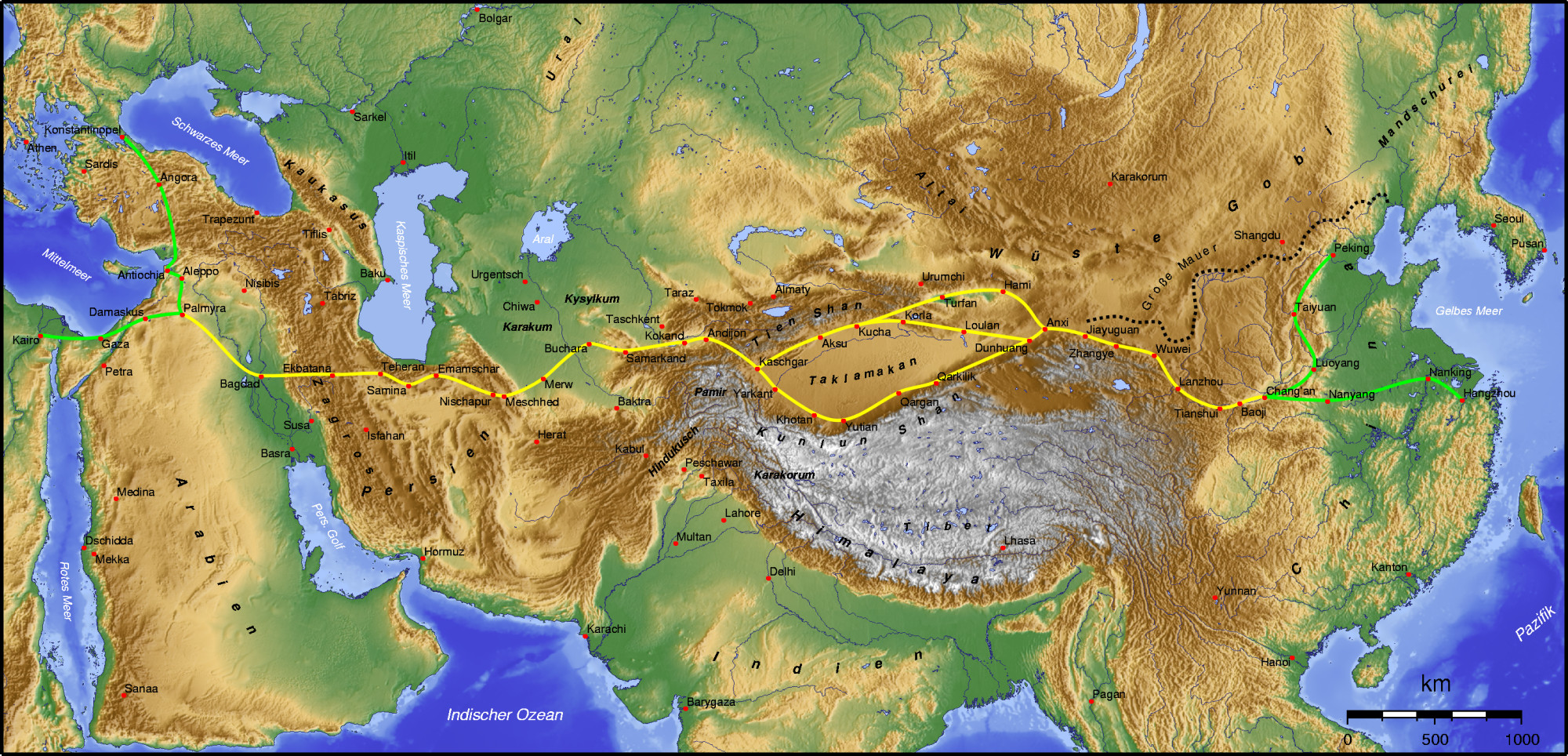
szlak jedwabny

Podbijając królestwo Heftalitów Turkuci opanowali większą część jedwabnego szlaku karawanowego, który zaczynał się w Chang’anie i biegł wzdłuż Nan Shanu, przez pustynię, do Turfanu, dalej południowymi stokami Tienszanu lub wzdłuż Dżungarii do Azji Środkowej, gdzie głównym punktem postojowym był Pajkend, a dalej przez Chorasan i twierdzę biznatyńską Nisbis do Syrii i Konstantynopola. Ogromne ilości jedwabiu sprowadzało Bizancjum, które płaciło nim barbarzyńcom europejskim, zwłaszcza przy najmowaniu wojsk posiłkowych. Turkuci dysponowali wielkimi nadwyżkami jedwabiu, pochodzącymi ze ściąganych z Chin danin w tym materiale. W podbitych w królestwie Heftalitów Sogdyjczykach znaleźli zręcznych kupców i pośredników. Przeszkodą w realizacji planów handlowych stał się Iran, który swoją gospodarczą pozycję opierał na pośrednictwie w handlu jedwabiem. Nie był jednak zainteresowany w zwiększaniu obrotów towarowych. Niezależnie bowiem od ceny Bizancjum było bowiem w stanie przeznaczyć bele jedwabiu na armię najemną na tyle liczną, by Iran nie był w stanie stawić jej czoła.
W tej sytuacji chan zgodził się na wysłanie Sogdyjczyka Maniacha, jako posła do Chosroesa Anuszirwana, z prośbą o pozwolenie na przewiezienie przez Iran zapasów jedwabiu oraz z propozycją udziału w zyskach. Chosroes za radą Heftality Katulfa zakupił przywieziony przez posłów jedwab i spalił w ich obecności – na znak, że Persowie nigdy nie zgodzą się na taką propozycję. Chan próbował załagodzić konflikt wysyłając nowe poselstwo złożone tym razem z Turkutów, ale i ono nic nie wskórało. Na domiar złego większość posłów zmarła na jakąś tajemniczą chorobę.
Maniach zdołał namówić chana do zerwania sojuszu z Iranem i nawiązania stosunków z Bizancjum. Ponieważ alternatywna droga przez Kaukaz była uciążliwa i niebezpieczna, Istemi zdecydował się rozstrzygnąć konflikt zbrojnie i oświadczył, że posłowie zostali otruci. Jednocześnie wyprawił Maniacha do Konstantynopola polecając zawrzeć sojusz z cesarzem Justynem. Bizantyńczycy po wtargnięciu Longobardów do Italii wycofali się z aktywnej polityki na zachodzie i chętnie przyjęli poselstwo turkuckie. Dla potwierdzenia zawartego sojuszu w sierpniu 568 wraz z powracającym Maniachem wysłali na dwór chana prefekta wschodu Cylijczyka Zemarcha.

### Podział sukcesji heftalickiej
Umocniony sojuszem z Bizancjum Istemi-chan zażądał od Persów, by zapłacili mu daninę, którą wcześniej płacili Heftalitom. Kiedy nie spełnili jego żądania, Turkuci przeprawili się przez Amu-darię i zajęli miasta handlowe i portowe Sirów w Dżurdżanie. Nie zdołali jednak sforsować fortyfikacji przygranicznych, wzniesionych przez Persów jeszcze w V wieku przeciw Heftalitom, i w 569 powrócili do Sogdiany. Na tym zakończyły się działania wojenne Turkutów przeciw Persom. Istemi-chan nie zamierzał ryzykować starcia z regularną armią perską, wiedząc, że Bizancjum niebawem rozpocznie wojnę w Mezopotamii i odciągnie na zachód główne siły perskie. Tymczasem ułożył się z szachem, co do podziału sukcesji heftalickiej. Na mocy traktatu z 571 obydwie strony uznały status quo, Chosroes otrzymywał Sind, Bost, Ar-Rochadż (Arachozję), Zabulistan, Tocharistan, Dardistan i Kabulistan oraz Czaganian, a Turkuci Sogdianę.
W 572 Bizantyńczycy oblegli Nisbis. Chosroes przerzucił swoje wojsko na zachód, odparł Bizantyńczyków, a w 573 zdobył Darę. Istemi-chan nie mógł mu przyjść z pomocą. Zaniepokojony sukcesami Awarów, których był nieprzejednanym wrogiem, podjął w 567 ofensywę na zachodzie opanowując Kaukaz północny, tereny Bułgarów, Belendżerów i Chazarów. Turkuci dotarli do linii umocnień bizantyńskich, obejrzeli je i powrócili w step.

### Wojna z Bizancjum
W 553 Bizantyńczycy zapoczątkowali własną hodowlę jedwabników, ich zapotrzebowanie na chiński jedwab zaczęło odtąd sukcesywnie spadać, co pod koniec stulecia miało znacznie uszczuplić dochody Turkutów z handlu tym towarem. Tymczasem w 569 Awarowie zaatakowali ziemie Cesarstwa. Pomimo że w umowie z Turkutami z 568 Bizantyńczycy zobowiązali się nie wchodzić w układy z Awarami, w 570 pod grozą nowego najazdu Cesarstwo zawarło traktat pokojowy z Awarami i uznało ich panońskie państwo. Pobici przez wojska perskie w 572 i 573, tylko w 573 Bizantyńczycy wysłali na dwór chana Istemiego trzy poselstwa: Eutychiosa, Herodiana i Pawła Cylijskiego. Wszystkie zostały życzliwie przyjęte przez Turkutów, nie przyniosły jednak konkretnych efektów. W 575 Bizantyńczycy zgodzili się na rozejm z Iranem. Turkuci byli w tym czasie zajęci w północnym Kaukazie walką z Alanami i Utigurami, którzy przeciw nim wystąpili. Chosores Anuszirwan, wykorzystując sytuację, najechał ziemie Kaganatu zadając Turkutom poważne straty. Związani sojuszem z Bizancjum Turkuci nie spodziewali się ciosu w plecy. Kolejne poselstwo bizantyńskie Walentyna spotkało się więc z nader chłodnym przyjęciem. Ponieważ w 576 zmarł Istemi-chan, podejmował je zarządzający ziemiami od Uralu po Powołże Turksanf, który w gwałtownych słowach zwymyślał posła bizantyńskiego. Także w 576 wspierani przez Utigurów Turkuci zaatakowali ziemie Bizancjum: zdobyli Bospor i wtargnęli na Krym, najwyraźniej zostali jednak stamtąd wyparci. Zawrócili i próbowali przedostać się do Bizancjum przez Kaukaz zachodni, ale nie dali rady sforsować królestwa Egrisi. Musieli się więc wycofać biorąc wielu jeńców. Pod koniec lat 70. sięgnąwszy wybrzeża Morza Czarnego imperium turkuckie znalazło się u szczytu swej potęgi.

## Organizacja państwa

### Struktura
Na czele państwa stał chan. Pierwszą osobą po chanie był pełniący funkcję wicekróla jabgu. Przeważnie był nim członek rodu panującego. Za Bumyna był nim Istemi. Jabgu nie był jednak następcą tronu. Następca nosił tytuł tegin, niezależnie od piastowanego urzędu. Książęta krwi sprawujący rządy w dzielnicach posługiwali się tytułem szad. Godności pomniejsze nadawano osobom nie należącym do rodu Aszyna. Wszystkie urzędy były dziedziczne.
Obok arystokracji i ludzi wolnych społeczeństwo turkuckie obejmowało również niewolników rekrutujących się z jeńców wojennych. Turkuci sprowadzali ich na swoje ziemie, osadzali i ściągali z nich podatki. Podatki były egzekwowane z całego podbitego terytorium, bezwzględnie i w wysokości znacznie większej niż na terenie Iranu. Ponadto coroczną daninę spłacały Chiny. Gdy władcy chińscy nie chcieli płacić, ziemie ich były nękane pustoszącymi najazdami. Z Iranu i Bizancjum napływały dary związane z zawartym sojuszem lub pokojem. Nagromadzone w ten sposób bogactwa były ogromne. Menander opisując obóz chana, który ujrzało poselstwo greckie, mówi o namiotach z malowanego jedwabiu, łożach ze złota, złotych naczyniach, obitych złotem słupach w namiotach. Posłowie widzieli również wozy wypełnione srebrem, misami i koszami oraz wizerunkami zwierząt ze srebra. To pochodzące z grabieży bogactwo było pochodną stworzonych przez Turkutów armii i systemu administracyjnego, jakiego nie wytworzyły przed nimi ludy koczownicze w Azji.

### System dziedziczenia
System dziedziczenia, który zapewnił kaganatowi trwanie i spoistość wprowadził drugi syn Bumyna, Kuszu (Muhan-chan). Turkuci opanowali w ciągu 10 lat rozległy obszar od Morza Żółtego do Wołgi i przez kolejne 20 lat rozszerzali swe terytoria. Wyzysk podbitych ludów powodował, że tendencje separatystyczne stale dochodziły do głosu. Podstawowy problem stanowiło zapobieżenie odłączania się kresów. Podbite ludy dochowywały wierności, gdy w pobliżu znajdowała się jazda turkucka. Należało jednak zapewnić sobie lojalność odległego namiestnika, dowodzącego tym wojskiem. Aby związać namiestników wywodzących się z dynastii rządzącej z tronem, Muhan-chan zbudował system dziedziczenia, w którym tronu nie dziedziczył syn po ojcu, lecz młodszy brat po starszym bracie i starszy synowiec po młodszym stryju. Książęta krwi zarządzali swymi dzielnicami w oczekiwaniu na tron.
W 568 państwo turkuckie dzieliło się na 4 dzielnice, a w 576 już na 8 dzielnic. Główna kwatera wielkiego chana znajdowała się w pobliżu Ałtaju. Napięta sytuacja wewnętrzna państwa powodowała, że w okresie istnienia kaganatu dochodziło do powstań wojowników przeciw chanom. Konflikty były jednak nieuniknione. Książęta z rodu Aszyna byli związani z wojownikami swojej dzielnicy. Musieli się więc liczyć z ich nastrojami. Gdyby ich nie uwzględnili, ci mogliby ich porzucić.

### Orda i plemiona
Wokół książąt turkuckich, oprócz rozgromionych Rouranów, gromadzili się, ci którzy porzucili rodzinną jurtę lub służbę chińską. Ich pochodzenie było różne, lecz mówili między sobą w języku starotureckim. Stanowili budun – lud, w odróżnieniu od dowódców – begów. Termin orda stanowił pojęcie wojskowo-organizacyjne obejmujące pierwotnie, W VI wieku, plemię, by w późniejszym okresie rozszerzyć się na państwo – gromadę ochotników, którym ład wojskowy odpowiadał bardziej niż rodzinny. W ordzie istniały: skrzydło wschodnie – tolos i zachodnie – oguz.
W czasach kaganatu ludność stepowa ogromnie się wzbogaciła – ze wszystkich stron napływały łupy, regularnie pobierano daniny, spokój w stepie umożliwił też rozwój pasterstwa. Bogactwa nie dzielono, lecz gromadzono. Głowy wielkich rodzin zaczęły naśladować chanów rodu Aszyna – rządząc swoimi krewniakami. Rodziny rozrastały się w plemiona. Naczelnicy plemion dążyli nawet do przyjęcia tytułu chanów. Interesy ordy i plemion były jednak przeciwstawne. Naczelnicy plemion chcieli wypasać bydło i otrzymywać dary za neutralność lub dostarczanie najemników Chinom. Chanowie ord chcieli włączyć młodzież plemienną do drużyn bojowych, żywić wojsko kosztem poddanych nie służących w wojsku i groźbą najazdu wydzierać Chinom daniny. Kompromis nie był możliwy.

### Wojsko
Turkuci wstąpili na arenę dziejów jako pierwszy lud Azji Środkowej, który przyswoił sobie umiejętność przemysłowego wytopu żelaza. W relacjach mowa jest o tym, że Aszyna wytapiał żelazo dla Rouranów. Pierwotne siedziby Turkutów na Ałtaju wskazują na ślady wydobywania rudy żelaza i jej wytopu sposobem dymarkowym. Z wysokogatunkowego żelaza kowale ałtajscy wyrabiali noże, topory, strzemiona, miecze, szable, groty włóczni i strzał i żelazne kotły. Rozwój metalurgii pozwolił chanom turkuckim na przezbrojenie swej armii i utworzenie doborowych oddziałów szturmowych – jazdy pancernej. Jej uzbrojenie składało się z łuków rogowych, pancerzy, włóczni, szabel i pałaszów. Pancerz jeźdźca nakładany był na kaftan skórzany – składał się z płyt blaszanych sięgających do kolan i łokci. Rząd koński posiadał dodatkowy popręg, tak by ułatwić zjeżdżanie w warunkach górskich. W okresie przedturkuckim bitwy rozstrzygali łucznicy konni. Pojawienie się pancerza sprowadziło ich znaczenie niemal do zera. W starciu wręcz z lekko uzbrojonym przeciwnikiem ciężka jazda turkucka miała przewagę, tym bardziej że Turkuci walczyli w szyku bojowym. Świetna w polu armia turkucka nie nadawał się do zdobywania miast – spieszony wojownik pancerny nie posiadał zbyt wysokich walorów bojowych. Mury miast Chin i Iranu położyły kres ekspansji Turkutów i ocaliły te państwa.